# Shock Troopers: 2nd Squad
Shock Troopers: 2nd Squad (ショックトルーパーズ セカンドスカッド?, Shokku Torūpāzu: Sekando Sukaddo) è un videogioco run 'n' gun arcade sviluppato da Saurus e pubblicato dalla SNK nel 1998 per il Neo Geo. Nonostante il nome, non ha alcun collegamento con il primo Shock Troopers. La grafica però utilizza sprite pre-renderizzati e l'azione è più violenta.

## Trama
La D.I.C. (Dio International Corporation) è una mega società in accomandita semplice nota per lo sviluppo di armi di distruzione di massa. Dopo la dichiarazione del Presidente di Billberk a favore della riduzione di queste armi, Nakatomi, a capo della D.I.C., si oppose apertamente a questa politica. Ciò portò a un conflitto aperto tra il Presidente e la D.I.C., spingendo quest'ultima a organizzare un colpo di stato. Le truppe militari furono disperse in tutto il paese. Un nuovo governo fu quindi proclamato a capo di Billberk. Nakatomi fece pressione sugli altri paesi affinché accettassero il nuovo governo, altrimenti ci sarebbe stata una guerra su larga scala (la rivendicazione si basava sull'esistenza di un'arma segreta di distruzione di massa). La Squadra 2 degli Shock Troopers deve porre fine al colpo di stato entro 72 ore. Nel frattempo, un'intera città si trasformò in un campo di battaglia.

## Modalità di gioco
Shock Troopers: 2nd Squad si discosta completamente dall'originale riguardo alla storia e ai personaggi. Questi ultimi non sono più otto ma ridotti della metà e non si può più formare una squadra, poiché la modalità "Team Battle" è stata abolita e sostituita dalla modalità cooperativa standard per due giocatori. I quattro personaggi selezionabili a inizio partita dispongono di una propria arma e sono uno diverso dall'altro in fatto di velocità, attacco, difensiva ed evasione. Essi vengono controllati dal joystick a otto direzioni e tre pulsanti: il pulsante C serve adesso per compiere salti anziché schivate, e i salti coprono una distanza leggermente maggiore rispetto a prima.
Il titolo ha un totale di cinque livelli giocabili e due livelli alternativi (dopo il livello 1, il giocatore può scegliere due percorsi diversi). Lo scopo è sparare costantemente a un flusso continuo di nemici per raggiungere la fine, dove si affronta un boss che spesso è considerevolmente più grande dei nemici normali e richiede più colpi per essere sconfitto. Durante il percorso di livello, il giocatore trova potenziamenti per le armi e tre tipi di veicoli che possono essere usati non solo come armi, ma anche come difesa aggiuntiva. I protagonisti possono eseguire attacchi corpo a corpo usando un coltello. Il giocatore non muore semplicemente entrando in contatto con la maggior parte dei nemici. Di conseguenza, molte delle truppe nemiche sono dotate di attacchi corpo a corpo. Gran parte dello scenario del gioco è distruttibile. A volte questo rivela oggetti o power-up extra, il più delle volte si traduce semplicemente in danni collaterali.
Infine, se si raccolgono delle lettere che compongono una parola (la parola è diversa a seconda del personaggio scelto), il punteggio viene raddoppiato.

## Accoglienza
Shock Troopers: 2nd Squad ha ricevuto una recensione positiva da Classic Game Room nonostante non sia stato considerato buono quanto il suo predecessore. Secondo Hardcore Gaming 101, "il titolo è spesso visto come un seguito deludente dell'originale. Proprio come con Gunstar Super Heroes, commette solo l'errore di condividere il suo nome con un gioco superiore. Se giudicato da solo, è davvero un grande gioco e se fosse stato rilasciato come stand-alone con un nome diverso, sarebbe riconosciuto come tale, piuttosto che come un sequel inferiore. La versione Virtual Console ricevette un punteggio di 7/10 da Nintendo Life.